# Marcos López (periodista)
Marcos López (Madrid, 1970) és un presentador de Televisió Espanyola.

## Biografia
Llicenciat en Periodisme per la Universitat Complutense de Madrid, va treballar a Canal+ des de 1995 fins a 2007. Durant set anys va presentar el programa esportiu El tercer tiempo, de Canal +. Posteriorment, va passar a treballar a Televisió Espanyola, on va ser copresentador d'Estudio estadio i Tribuna Champions, i paral·lalament, els esports de la franja matinal del Telediario. Va ser un dels redactors enviats per cobrir la informació dels Jocs Olímpics d'Estiu de 2008 a Pequín i els de Londres de 2012.
Des de setembre de 2010 fins a desembre de 2012 va presentar la informació general de l'edició del cap de setmana del Telediario. El gener de 2013 va passar a la segona edició diària d'aquest informatiu, la de la franja de la nit, al costat de Marta Jaumandreu. Des del setembre de 2013 va estar acompanyat al plató per Ana Blanco i Jesús Álvarez, director d'Esports de TVE, en el bloc d'informació esportiva.